# Macaranga grallata
Macaranga grallata är en törelväxtart som beskrevs av Mcpherson. Macaranga grallata ingår i släktet Macaranga och familjen törelväxter. Inga underarter finns listade i Catalogue of Life.